# (122) Gerda
(122) Gerda est un astéroïde de la ceinture principale découvert par Christian Peters le 31 juillet 1872.

## Compléments